# CreatiVision
Il CreatiVision è un ibrido console/home computer prodotto dalla Video Technology (VTech o VTL) di Hong Kong nel 1981, messo in commercio tra la fine del 1981 e l'inizio del 1982 ed infine ritirato dal mercato intorno al 1986. A quel tempo la compagnia era già nota per i giochi elettronici tascabili "Time & Fun", che mutuavano quelli della fortunata serie di Nintendo, i "Game & Watch".
Simili ibridi console/home computer (come l'innovativa APF Imagination Machine) erano già stati realizzati e sembravano prepararsi al crollo delle console casalinghe in favore dei nascenti home computer.
Di fatto si trattava di una console i cui due joystick disponevano di una parte di tastiera ciascuno, ed affiancandoli si otteneva una tastiera completa. Nessun sistema operativo era fornito con la console, ma dopo pochi mesi dalla messa in commercio, fu ultimato e venduto il BASIC su cartuccia, da usare esattamente come le altre cartucce-gioco, e che poteva sfruttare le espansioni del registratore a cassette, il modulo per 16 KBytes di RAM aggiuntiva e quello per connettere una stampante su standard parallelo Centronics, nonché un modem ed un lettore di floppy disk (questi ultimi mai effettivamente prodotti).

## Versioni
Il CreatiVision venne distribuito nelle maggiori aree con sistema televisivo PAL come l'Europa (Italia, Germania, Svizzera, Austria e Svezia), l'Australia, la Nuova Zelanda, Israele e la Repubblica Sudafricana. La sola versione NTSC di cui si conosca l'esistenza è quella giapponese, che ottenne un limitatissimo successo di vendite, ma è oggi molto ricercata dai collezionisti.
In tutte le nazioni in cui venne commercializzata mantenne il proprio nome, tranne che in Israele dove venne venduta come Educat 2002, ed in Australia e Nuova Zelanda dove venne venduta dalla Dick Smith Electronics, con il nome di Wizzard.
Quest'ultimo ottenne uno straordinario successo di vendita al punto da portare la D.S. Publishing (il dipartimento editoriale della Dick Smith Electronics) alla pubblicazione di libri sulla programmazione del BASIC CreatiVision ed alla produzione di giochi ed utility su cassetta.
In Italia il CreatiVision fu importato dalla Zanussi Elettronica, ma senza mai una promozione adeguata.
Le prime versioni peraltro riportavano il solo logo della VTech. Solamente dopo la distribuzione del primo stock, i lotti successivi furono marchiati con la dicitura "Zanussi Elettronica" sia sulla scatola che nel frontale della console, al di sotto dei due controller.
A partire dalla fine del 1982, senza che siano tuttora chiare le ragioni, la VTech produsse il CreatiVision anche con una forma e colori diversi: nascono così il Funvision, il Rameses (venduto tramite Hanimex) ed il VZ 2000, le prime due messe in commercio in Australia (quasi a fare concorrenza al già popolare Wizzard di loro produzione) e l'altra pare che fosse destinata al mercato francese.
Le tre "nuove" console si identificano per il diverso colore delle plastiche, inoltre hanno uno slot cartucce modificato rispetto al CreatiVision, atto ad impedire l'uso dei giochi già in commercio. In realtà gli stessi giochi ed il BASIC vengono messi in commercio simultaneamente nei due formati: CreatiVision/Wizzard e Funvision/Rameses/VZ 2000.
L'ultima versione prodotta è denominata "CreatiVision Mk-II" ed è pressoché identica alle precedenti versioni, tranne alcune modifiche hardware, probabilmente per renderla compatibile con ulteriori periferiche però poi mai distribuite. Questa versione viene anche venduta con lo pseudonimo di "Laser 500": Laser era il nome della serie di computer che la VTech produsse a partire dal 1984, in sostituzione delle console che evidentemente non riscuotevano più molto successo. Si cercava dunque di vendere il CreatiVision spacciandolo per un autentico home computer.

## Hardware
Il progetto CreatiVision era molto ambizioso e vide l'impiego del migliore hardware presente sul mercato quali la neonata CPU Rockwell International 6502A a ben 2 MHz, un processore grafico TMS9929 (TMS9918 per la versione NTSC) di Texas Instruments capace di gestire fino a 32 sprite alla risoluzione di 256x192 pixel a 16 colori (15 più il trasparente), ed un processore audio sempre Texas Instruments modello SN76489, capace di generare suoni su 3 canali mono più un canale aggiuntivo per il rumore bianco.
Il progetto sarebbe costato carissimo se la base di sviluppo fosse stata in USA o Europa, ma il fatto di avere le linee produttive ad Hong Kong portò ad un abbattimento dei costi di produzione. Per questo, al momento della messa in commercio, il CreatiVision era relativamente più economico di sistemi ormai "obsoleti" quali l'Atari VCS 2600 ed il Mattel Intellivision.

## Software
Come già la VTech aveva fatto coi propri giochi elettronici tascabili, si decise di produrre anche i giochi per CreatiVision imitando i grandi successi internazionali arcade. Questo causò anche il ritiro dal mercato del primo gioco messo in vendita, Crazy Pucker, che venne poi sostituito da Crazy Chicky in cui, al Pacman che mangia puntini inseguito dai fantasmi, si sostituisce una gallina che riempie di uova il labirinto, inseguita da volpi.
In totale sono stati pubblicati dalla VTech 17 titoli ufficiali su cartuccia (più alcune varianti), oltre al BASIC in quattro revisioni distinte:
- Air/Sea Attack, sparatutto con un sottomarino
- Astro Pinball, flipper
- Auto Chase, clone di Rally-X
- Chopper Rescue, clone di Zaxxon
- Crazy Chicky, clone di Pacman, meno somigliante
- Crazy Pucker/Crazy Chewy/Crazy Moonie, clone di Pacman
- Deep Sea Adventure, clone di Defender
- Locomotive, clone di Burgertime
- Mouse Puzzle, clone di Loco-Motion
- Music Maker, musicale
- Planet Defender, clone di Defender
- Police Jump, clone di Donkey Kong
- Soccer, calcio
- Sonic Invader, clone di Space Invaders
- Stone Age, clone di Pengo
- Tank Attack, clone di Tank
- Tennis, sportivo

Inoltre uscirono una dozzina di titoli su cassetta, che richiedono il BASIC, di scarsissima diffusione a livello internazionale, ma più popolari nel mercato australiano.